# Liste der Biografien/Stak
Liste der Biografien |
Portal Biografien |
Personensuche
# |
A |
B |
C |
D |
E |
F |
G |
H |
I |
J |
K |
L |
M |
N |
O |
P |
Q |
R |
S |
T |
U |
V |
W |
X |
Y |
Z |
?
 
Sa |
Sb |
Sc |
Sd |
Se |
Sf |
Sg |
Sh |
Si |
Sj |
Sk |
Sl |
Sm |
Sn |
So |
Sp |
Sq |
Sr |
Ss |
St |
Su |
Sv |
Sw |
Sy |
Sz
 
Sta |
Ste |
Sth |
Sti |
Stj |
Stl |
Sto |
Str |
Sts |
Stt |
Stu |
Stv |
Stw |
Sty
 
Staa |
Stab |
Stac |
Stad |
Stae |
Staf |
Stag |
Stah |
Stai |
Staj |
Stak |
Stal |
Stam |
Stan |
Stap |
Star |
Stas |
Stat |
Stau |
Stav |
Staw |
Stax |
Stay |
Staz
Die Liste der Biografien führt alle Personen auf, die in der deutschsprachigen Wikipedia einen Artikel haben. Dieses ist eine Teilliste mit 14 Einträgen von Personen, deren Namen mit den Buchstaben „Stak“ beginnt.

## Stak

### Staka
- Štaka, Andrea (* 1973), Schweizer Regisseurin und DrehbuchautorinAndrea Štaka (* 1973)

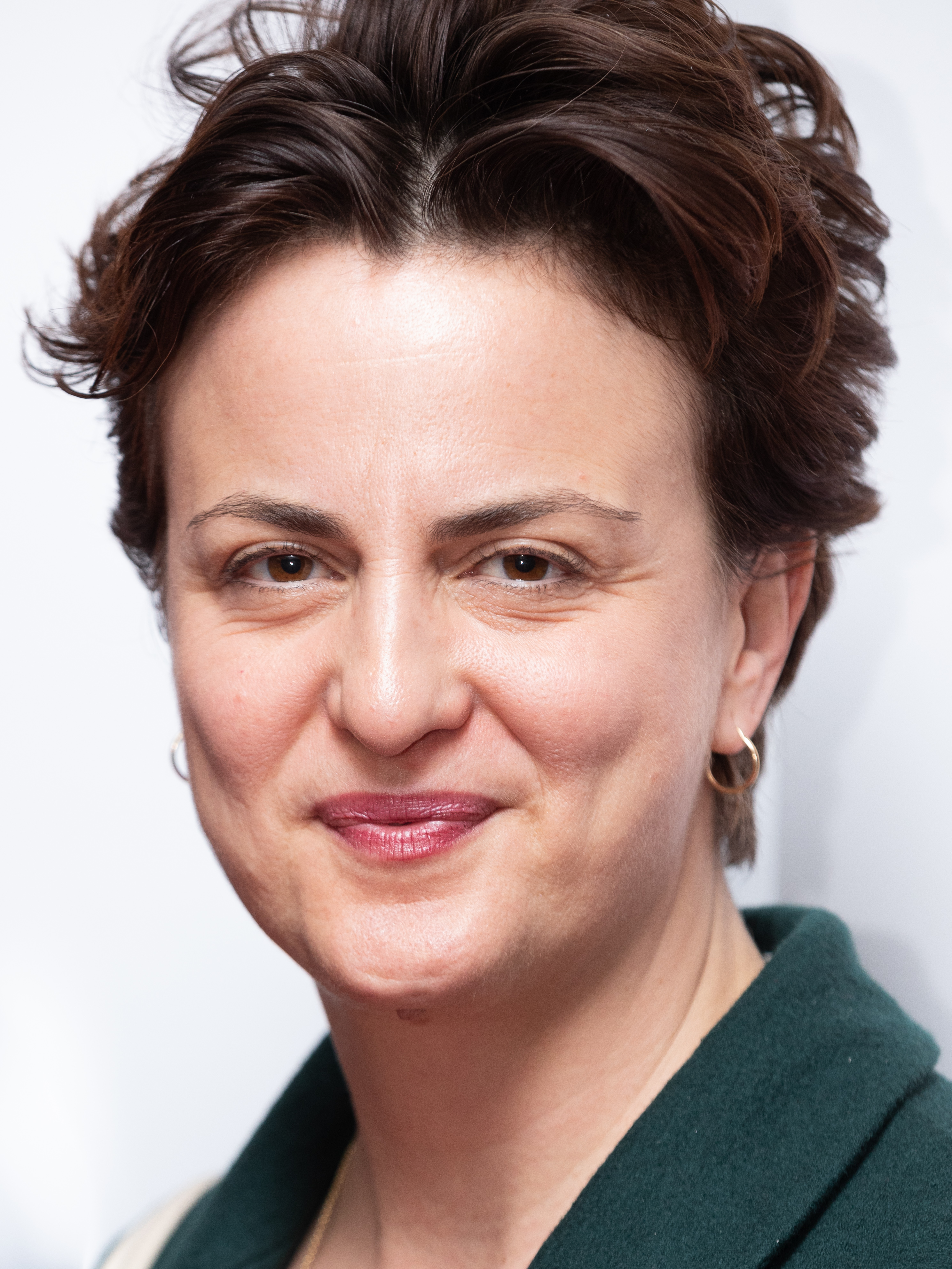
Andrea Štaka (* 1973)

- Stakanow, Jewgeni (* 1980), tadschikischer Mittel- und Langstreckenläufer

### Stake
- Stakemeier, Eduard (1904–1970), deutscher Theologe und Hochschullehrer
- Stakemeier, Heinrich (1921–1992), deutscher Jurist, Verwaltungsbeamter und Politiker (FDP)
- Stakenburg, Joop (1928–1989), niederländischer Radrennfahrer

### Staki
- Stakišaitis, Donatas (* 1956), litauischer Kinderarzt und Professor

### Stakk
- Stakkelwege, Hermann, deutscher Priester und Offizial in Köln

### Stakm
- Stakman, Elvin C. (1885–1979), US-amerikanischer Pflanzenpathologe

### Staks
- Staks, Jürgen (1941–2022), deutscher Diplomat
- Staksrud, Michael (1908–1940), norwegischer Eisschnellläufer
- Stakston, David (* 1999), US-amerikanisch-norwegischer Schauspieler

### Staku
- Štakula, Ivo (1923–1958), jugoslawischer Wasserballspieler
- Stakusic, Marina (* 2004), kanadische Tennisspielerin

### Stakv
- Stakvilevičius, Mindaugas (* 1931), litauischer Politiker (Seimas)